# Narwhal (U-Boot, 1969)
| USS Narwhal (SSN-671) |                                  |
| Dienstzeit            | USN Jack                         |
| Geordert:             | 28. Juli 1964                    |
| Kiellegung:           | 17. Januar 1966                  |
| Stapellauf:           | 9. September 1967                |
| Indienststellung:     | 12. Juli 1969                    |
| Außerdienststellung:  | 1. Juli 1999                     |
| Schicksal:            | 2008 noch vorhanden              |
| Technische Daten      |                                  |
| Verdrängung:          | 5350 ts getaucht                 |
| Länge:                | 95,7 m                           |
| Breite:               | 10 m                             |
| Tiefgang:             | 9,4 m                            |
| Antrieb:              | Ein S5G-Reaktor                  |
| Besatzung:            | 12 Offiziere und 95 Mannschaften |

Die USS Narwhal (SSN-671) war ein Atom-U-Boot der United States Navy. Sie war das 100. Atom-U-Boot der USA und ein Testschiff für Reaktortechnologie, der Doktrin der Navy folgend aber voll einsatzfähig und regelmäßig verlegend. Sie wurde nach dem Narwal benannt.

## Technik
Die Narwhal gehörte keiner Schiffsklasse an, sondern wurde speziell zur Erprobung eines neuen Reaktortyps gebaut. Das Design basiert aber grundsätzlich auf dem der Sturgeon-Klasse. Die Narwhal ist allerdings auf Grund des Reaktors mit über 95 Metern Länge und 5350 tn.l. Verdrängung etwas länger und schwerer als diese.
Der Reaktor der Narwhal war vom Typ S5G, damit war er für submarines (S) dimensioniert, gehörte der fünften Reaktorkerngeneration an (5) und wurde von General Electric gefertigt (G). Das Besondere dieses Typs war die erstmalige Verwendung von natürlicher Konvektion zum Transport des Reaktorkühlmittels durch den Kreislauf. Da dadurch die Umlaufpumpen bei niedrigen und mittleren Geschwindigkeiten abgeschaltet werden konnten, erzeugte dieser Typ weniger Geräusche, die von Feindbooten wahrgenommen werden könnten. Der S5G blieb ein Prototyp, neben der Narwhal betrieb nur das Idaho National Laboratory einen weiteren solchen Reaktor. Er führte allerdings zur Entwicklung des S8G, der auf den Booten der Ohio-Klasse eingesetzt wurde.
Die restliche Ausstattung des Bootes unterschied sich nicht wesentlich von der der Sturgeons: Sie hatte ebenso vier Torpedorohre im Bug, aus denen sie Mark 48 Schwergewichtstorpedos oder UUM-44 Subroc sowie UGM-84 Harpoon und UGM-109 Tomahawk abschießen konnte. Weiter waren auch die Sonaranlagen gleich: Das BQQ-2 wurde verbaut, später wurde auf BQQ-5 aufgerüstet.

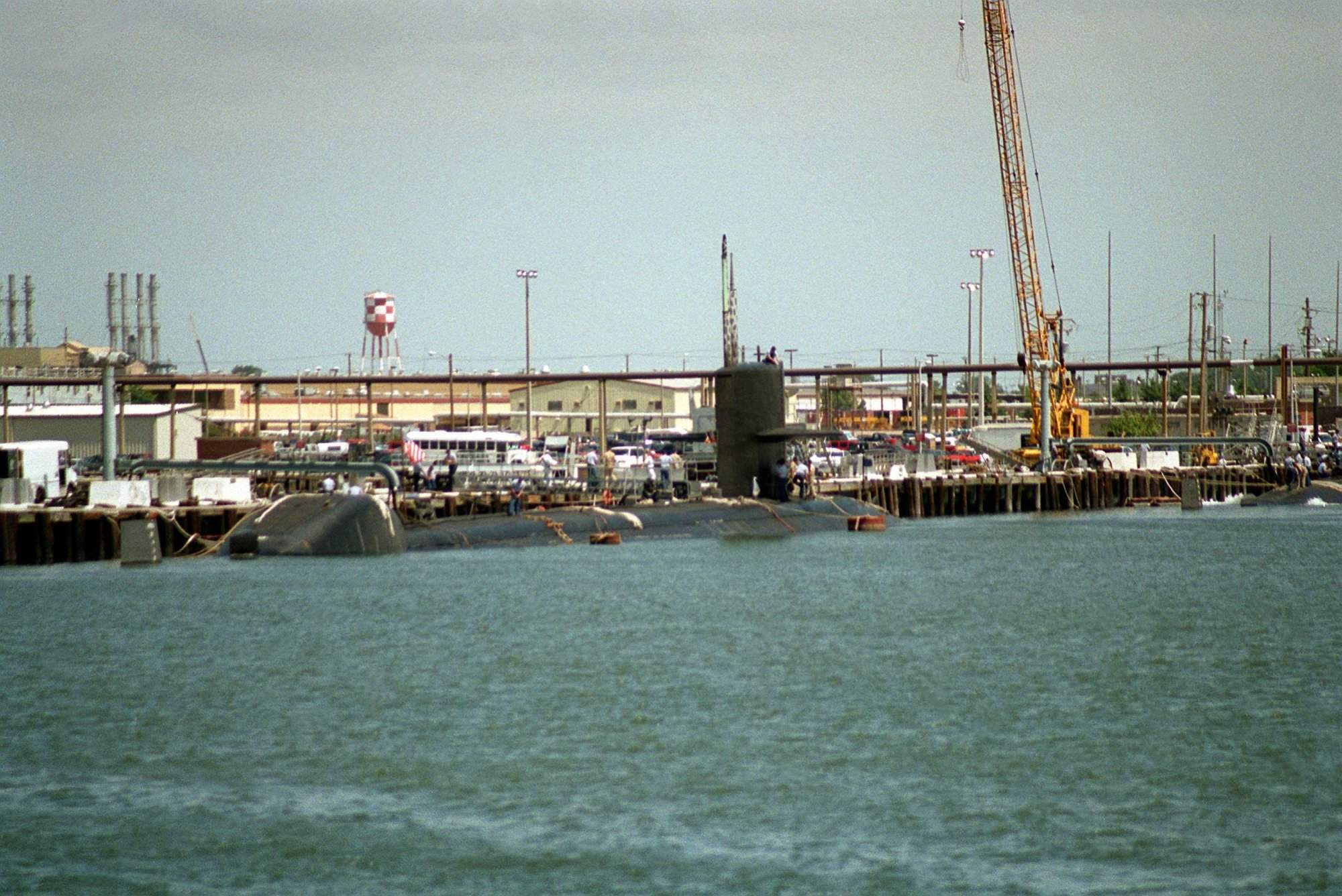
Die Narwhal 1995 mit dem auffälligen Buckel

Zu einem unbekannten Zeitpunkt nach 1990 wurde auf dem hinteren Deck der Narwhal ein als turtleback (engl. für Schildkrötenbuckel) bezeichneter Aufbau installiert. Sein Zweck ist nicht offiziell bekannt. Spekulationen sehen in ihm einen Hangar für ein Unterwasserfahrzeug, das bei Spionageoperationen benutzt werden konnte. Eine einfachere Erklärung wäre die Erprobung eines neuen Schleppsonars, wobei das Modell TB-23 mit einem BQQ-5D Sonar-Kopf zeitlich in Frage kommt.

## Geschichte
Die Narwhal wurde Mitte 1964 in Auftrag gegeben und Anfang 1966 bei Electric Boat auf Kiel gelegt. Im September 1967 lief das Boot vom Stapel, im Juli 1969 folgte die offizielle Indienststellung. Die Werftkosten für das Boot lagen bei 47,8 Mio. US-Dollar.
Das U-Boot blieb  rund 30 Jahre im aktiven Dienst der US Navy und erhielt mehrere Auszeichnungen, darunter eine Navy Unit Commendation, drei Meritorious Unit Commendations sowie fünf Battle Es für exzellente Einsatzbereitschaft.
Anfang 1999 folgte schließlich die Deaktivierung des Bootes bei Newport News Shipbuilding, zum 1. Juli wurde die Narwhal offiziell außer Dienst gestellt. Ursprünglich sollte das Boot ab 2001 im Ship-Submarine Recycling Program in der Puget Sound Naval Shipyard abgewrackt werden. Eine erwogene Herrichtung als Museumsschiff scheiterte an der Finanzierung.